# Pedja
Pedja (est. Pedja jõgi) – czwarta co do długości rzeka Estonii (122 km). Swoje źródła bierze w pobliżu Simuny, na zboczach wyżyny Pandivere. Płynie przez prowincje Virumaa Zachodnia, Jõgevamaa i Tartumaa. Uchodzi do Emajõgi na północny wschód od jeziora Võrtsjärv. Ostatnie 4 km, od ujścia do Pedji rzeki Põltsamaa, nazywane są Pede. Największą miejscowością położoną nad Pedją jest Jõgeva.
Rzeka dała nazwę rezerwatowi przyrody Alam-Pedja.